# Ero spinifrons
Ero spinifrons är en spindelart som beskrevs av Cândido Firmino de Mello-Leitão 1929. 
Ero spinifrons ingår i släktet Ero och familjen kaparspindlar. Inga underarter finns listade i Catalogue of Life.